# Chicoreus crosnieri
Chicoreus crosnieri is een slakkensoort uit de familie van de Muricidae. De wetenschappelijke naam van de soort is voor het eerst geldig gepubliceerd in 1985 door Houart.